# Kathetostoma albigutta
Kathetostoma albigutta is een straalvinnige vissensoort uit de familie van sterrenkijkers (Uranoscopidae). De wetenschappelijke naam van de soort is voor het eerst geldig gepubliceerd in 1892 door Bean.